# Jersey Seniors Classic
De Jersey Seniors Classic is een golftoernooi op de agenda van de Europese Senior Tour. Het staat sinds 2010 bekend als de Matrix Jersey Classic.
De eerste editie vond plaats in 1996. Het toernooi wordt altijd op de La Moye Golf Club in Jersey gespeeld en is de opvolger van het Jersey Open, dat van 1978-1995 deel uitmaakte van de Europese PGA Tour. Van beide Tours behoort het altijd tot de kleinere toernooien.
De tweede editie werd gewonnen door Tommy Horton, die op Jersey woont. Delroy Cambridge is de enige speler die het toernooi tweemaal op zijn naam heeft gezet.
De 65-jarige Neil Coles (1934) won in Jersey in 2000 en was daarmee de tweede Tour-speler die in zes verschillende decennia overwinningen behaalde, maar zijn eerste en laatste overwinning liggen verder uit elkaar dan die van Gary Player. De eerste overwinning van Coles was het Gor-ray toernooi in 1956. Hij was ook de oudste winnaar op de Senior Tour.
Het prijzengeld was in 2010 £140,000, waarmee het ook een van de kleine toernooien van de Senior Tour is. 

## Formule
Er doen zestig professionals mee. De professional speelt de eerste en tweede ronde in teamverband met een amateur voor een teamscore maar ook voor zijn individuele score. In de derde ronde spelen alle zestig pro's individueel, zonder amateurs. Deze formule is voor het eerst in Nederland gebruikt tijdens het Van Lanschot Senior Open in 2010.

## Winnaars
| Jaar                                   | Winnaar              | Score                | Prijzengeld          | Prijzengeld          |
| Hippo Jersey Seniors                   | Hippo Jersey Seniors | Hippo Jersey Seniors | Hippo Jersey Seniors | Hippo Jersey Seniors |
| -------------------------------------- | -------------------- | -------------------- | -------------------- | -------------------- |
| 1996                                   | Maurice Bembridge    |                      | €                    | £                    |
| Jersey Seniors Open                    |                      |                      |                      |                      |
| 1997                                   | Tommy Horton         |                      | €                    | £                    |
| 1998                                   | Bob Shearer          |                      | €                    | £                    |
| 1999                                   | David Jones          |                      | € 136,982            | £                    |
| Microlease Jersey Seniors Open         |                      |                      |                      |                      |
| 2000                                   | Neil Coles           |                      | € 159,774            | £                    |
| Microlease Jersey Senior Masters       |                      |                      |                      |                      |
| 2001                                   | Seiji Ebihara        | -3                   | € 179,936            | £                    |
| 2002                                   | Delroy Cambridge     | -11                  | € 155,111            | £                    |
| Irvine Whitlock Jersey Seniors Classic |                      |                      |                      |                      |
| 2003                                   | Malcolm Gregson      | -10                  | € 143,026            | £                    |
| 2004                                   | Jim Rhodes           | -11                  | € 179,804            | £                    |
| Irvine Whitlock Seniors Classic        |                      |                      |                      |                      |
| 2005                                   | Sam Torrance         | -11                  | € 178,043            | £                    |
| 2006                                   | Guillermo Encina     | -7                   | € 174,880            | £                    |
| Jersey Seniors Classic                 |                      |                      |                      |                      |
| 2007                                   | Bobby Lincoln        | -11                  | € 207,043            | £                    |
| 2008                                   | Tony Johnstone       | -3                   | € 174,880            | £                    |
| 2009                                   | Delroy Cambridge     | -9                   | € 160,091            | £                    |
| Matrix Jersey Classic                  |                      |                      |                      |                      |
| 2010                                   | Gordon Brand Jr.     | -15                  | € 163,772            | £ 140.000            |

## Play-off
- 2009: Mike Clayton werd op de derde hole verslagen door Delroy Cambridge.